# البطران (مسلسل)
البطران هو مسلسل كويتي، من إخراج محمد الفرج، وتأليف براك الحريبي.

## البطولة
- عبد الرحمن العقل بدور «أبو منصور»
- فخرية خميس بدور «أم منصور»
- خالد المظفر بدور «مشهور»
- عبد العزيز النصار بدور «منصور»
- الاء الهندي بدور «موضي»
- احمد العونان بدور «متعب أبو سيف»
- إيمان السيد بدور «فهيمة ام سيف»
- غدير زايد بدور «عنود»
- مشعل العيدان بدور «سيف»
- بلال عبد الله بدور «إبراهيم أبو دانة»
- طيف بدور «ام دانة»
- نورا بدور «دانة»
- نصر حماد بدور «فهمي»
- فهد البلوشي بدور «المحامي»
- فيصل سالمين بدور «عصام»
- زينة المهدي
- غالية بحصاص بدور «هيفاء»
- فهد العامر بدور «عبد الله»
- طارق الفضالة